# Archiacasta praerupta
Archiacasta praerupta is een zeepokkensoort uit de familie van de Balanidae.